# Innersudetische Senke

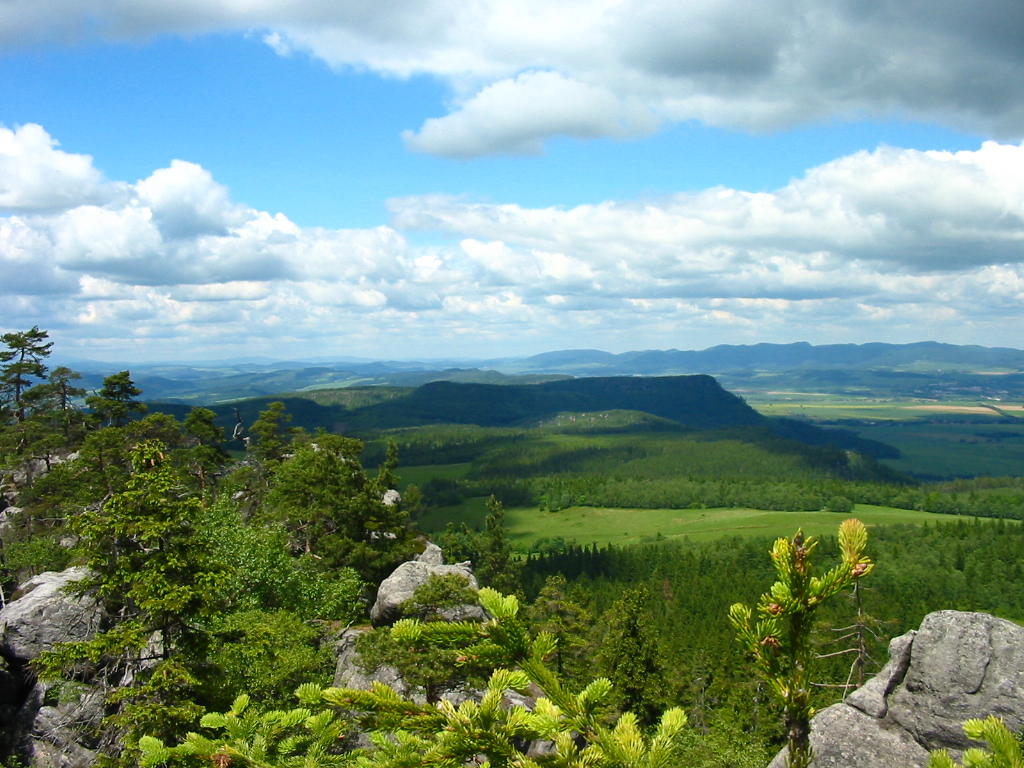
Blick von der Großen Heuscheuer (Szczeliniec Wielki) zu den Braunauer Wänden (Broumovské stěny)

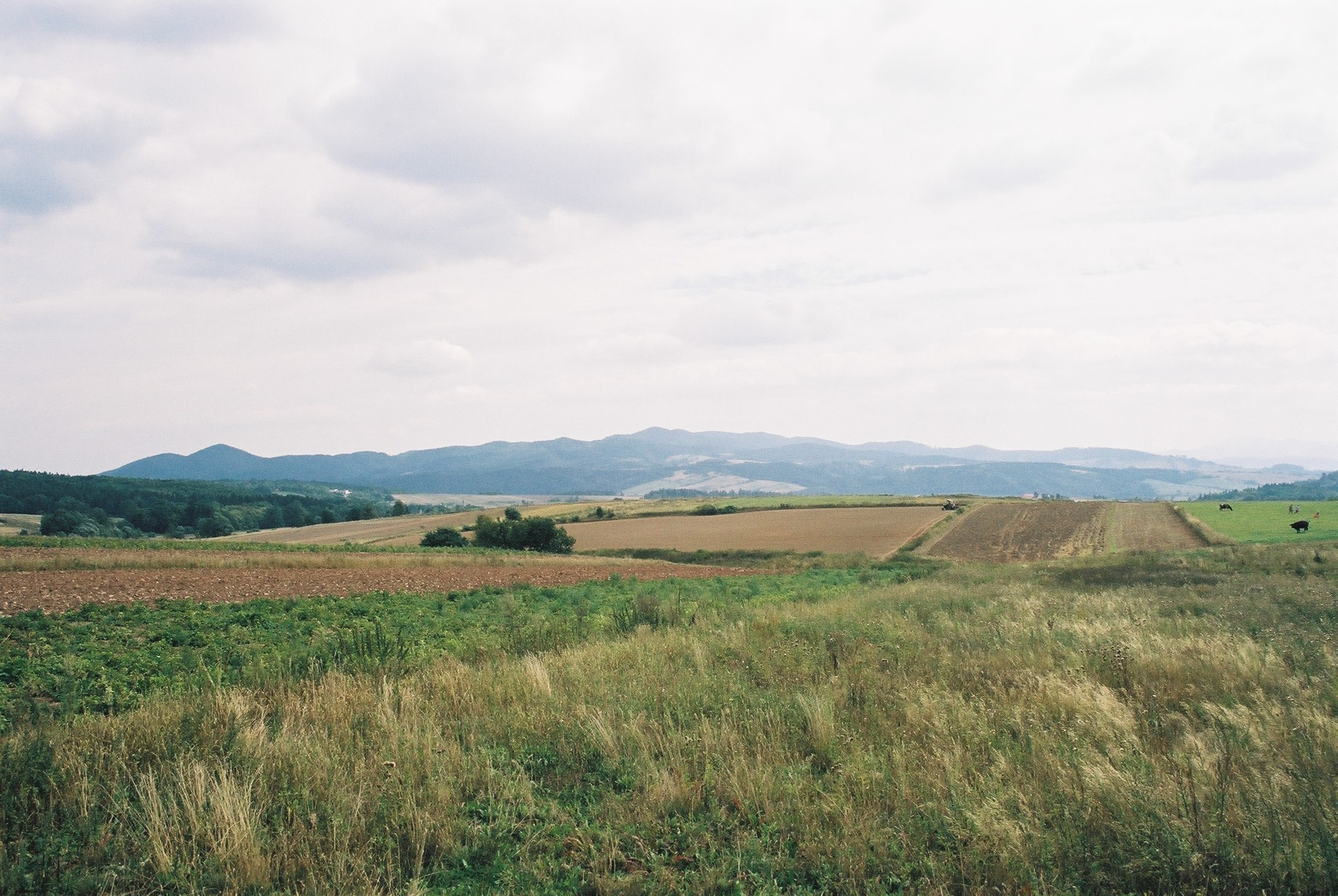
Landschaft der Innersudetischen Senke mit dem Warthagebirge (Góry Bardzkie) bei Wojbórz

Die Innersudetische Senke, auch Innersudetisches Becken (tschechisch vnitrosudetská pánev, polnisch: Niecka śródsudecka oder depresja śródsudecka) ist eine Synklinale innerhalb des sudetischen Gebirgszuges im Bereich des dort verlaufenden tschechisch-polnischen Grenzgebietes. Sie gehört zur Westsudetischen Zone des Böhmischen Massivs.
Nach geographischen Gliederungsgesichtspunkten befindet sich diese geologische Struktureinheit im Bereich der Mittelsudeten.

## Lage

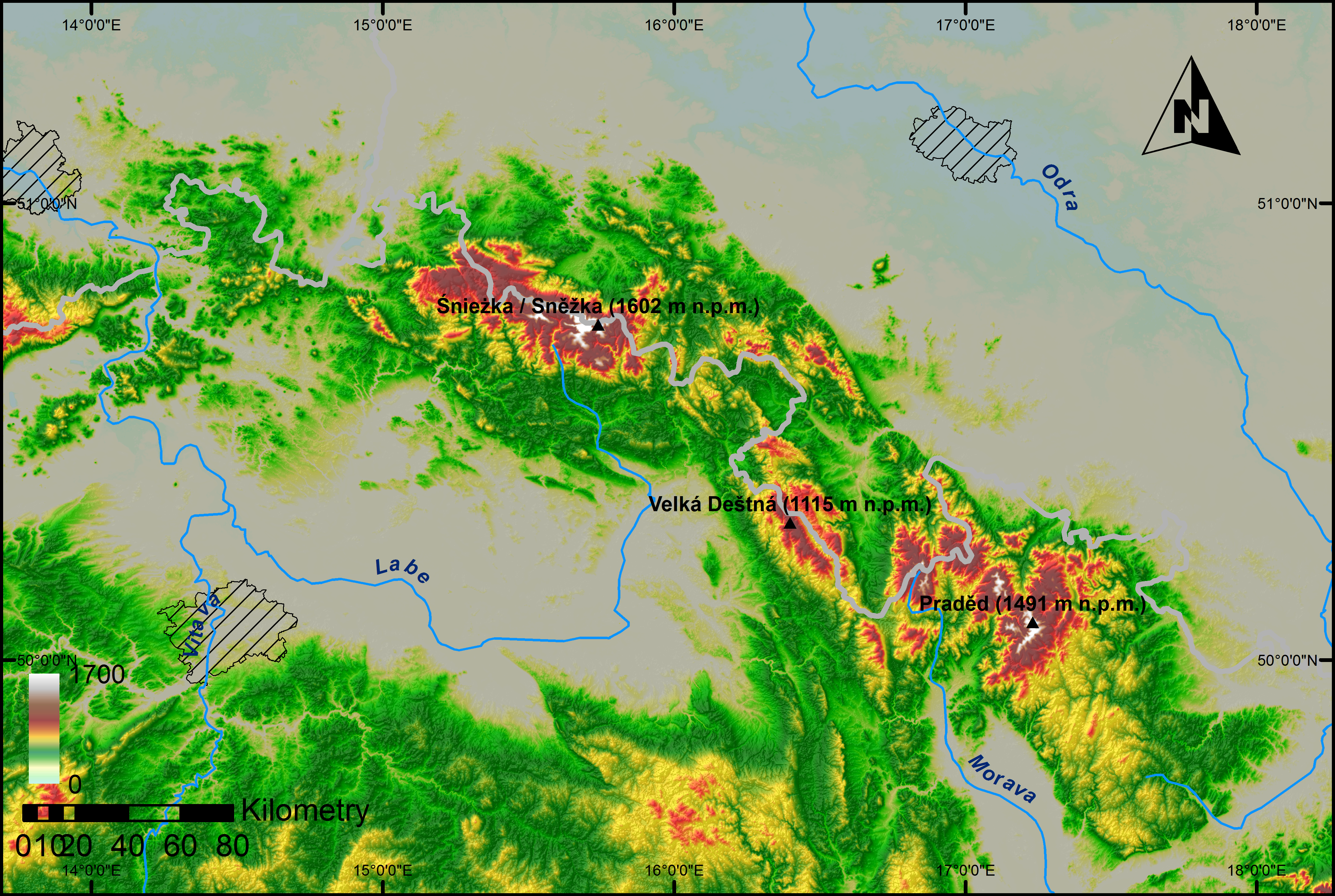
Karte der Sudeten, deutlich zu erkennen die Innersudetische Senke mit dem zentralen Glatzer Kessel bei 16°2/3 Ost, 50°1/3 Nord

Die Innersudetische Senke besitzt insgesamt eine lang gestreckte und an ihrem nördlichen Ende oval abschließende Form. Ihre Hauptachse folgt der Nordwest-Südost-Richtung des sudetischen Gebirgszuges. Im Nordwesten beginnt sie auf polnischem Gebiet bei Stare Bogaczowice, erstreckt sich über das Waldenburger Bergland nach Tschechien zu der Adersbach-Weckelsdorfer Felsenstadt und den Braunauer Wänden. Dort setzt sie sich wieder auf polnischem Gebiet mit dem anschließenden Heuscheuergebirge in den südlichen Teil des Glatzer Landes unter Einschluss des Glatzer Kessels bis an den westlichen Rand vom Glatzer Schneegebirge fort. Ihr südöstlicher Abschluss liegt bei den in Nord-Süd-Richtung streichenden Zonen des Orlicko-Sněžnické-Kristallinikums. Ihr größter Teil liegt auf dem Gebiet von Polen.
In lithofaziellen Zusammenhängen wird die Ausdehnung der Innersudetischen Senke maßgeblich durch ihre jungpaläozoischen sedimentären Gesteinskörper, beginnend im Tournaisium, einer vorwiegend limnischen Periode, definiert. Der verflachende Senkungsbereich setzt sich auf tschechischem Staatsgebiet fort und kann in morphologischer Hinsicht als länglicher Zipfelform bis nach Štíty verfolgt werden. Die Bedeckung bilden hier Sedimente der Oberkreide, die entstehungsgeschichtlich dem Böhmischen Kreidebecken zugeordnet sind.
Im Norden wird sie durch das auslaufende Westsudetische Kristallin von Riesengebirge und Rehorngebirge begrenzt, im Nordosten vom altpaläozoischen Eulengebirge, im Osten durch das Glatzer Schneegebirge und im Westen durch das Heuscheuergebirge begrenzt. Die Begrenzung an der langen südwestlichen Flanke beginnt mit der Podkrkonošska-Senke (Trutnov-Náchod-Depression) und findet am Habelschwerdter und Adlergebirge ihren Anschluss.
Im Bereich der Innersudetische Senke liegen zahlreiche Städte, wie Wałbrzych (Waldenburg), Broumov (Braunau), Nowa Ruda (Neurode), Kłodzko (Glatz), Bystrzyca Kłodzka (Habelschwerdt) sowie die Kurorte Duszniki-Zdrój und Polanica-Zdrój (Bad Reinerz und Bad Altheide).

## Geomorphologie und Geologie

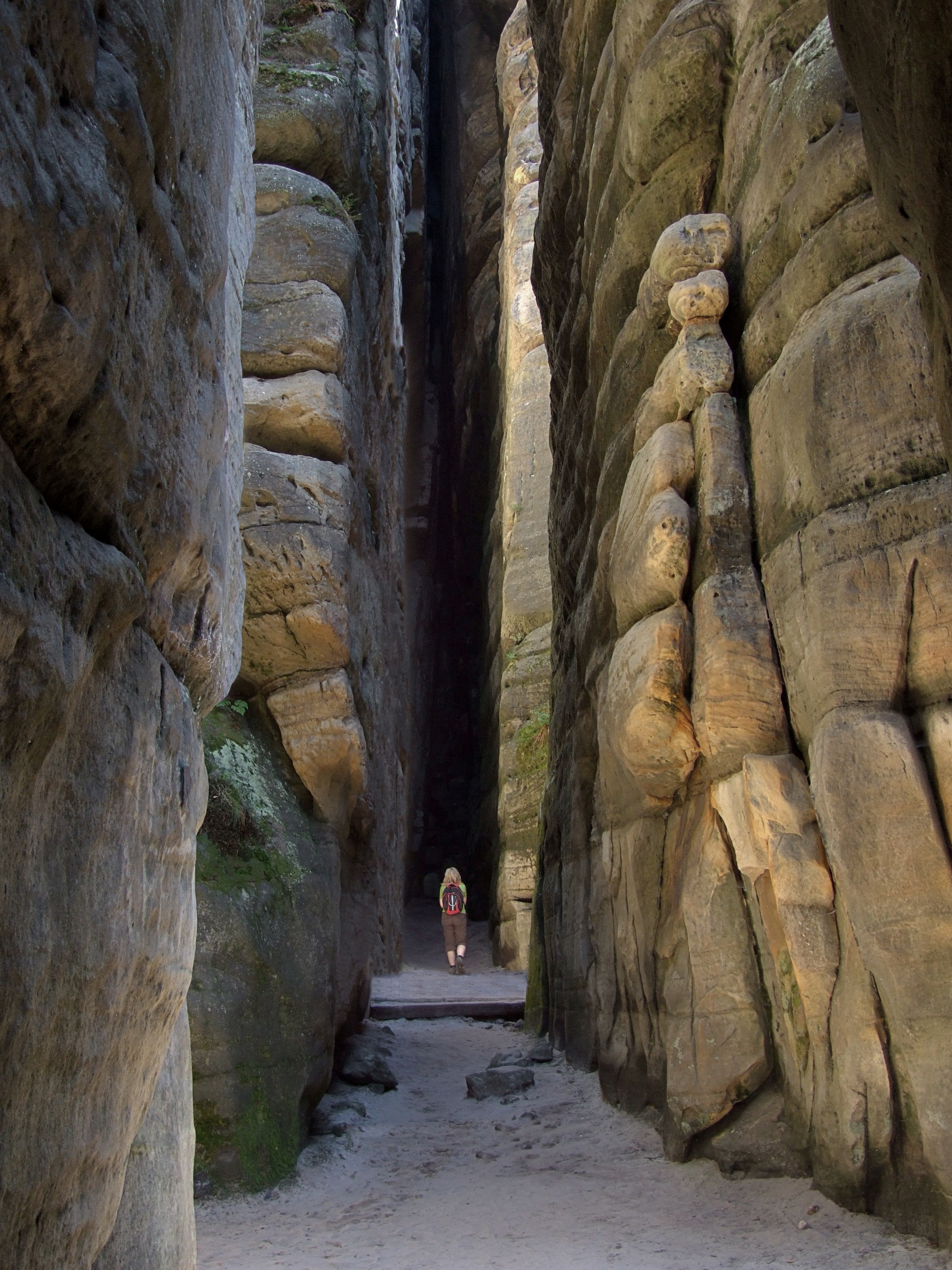
Wekelsdorfer Felsenstadt (Sandstein)

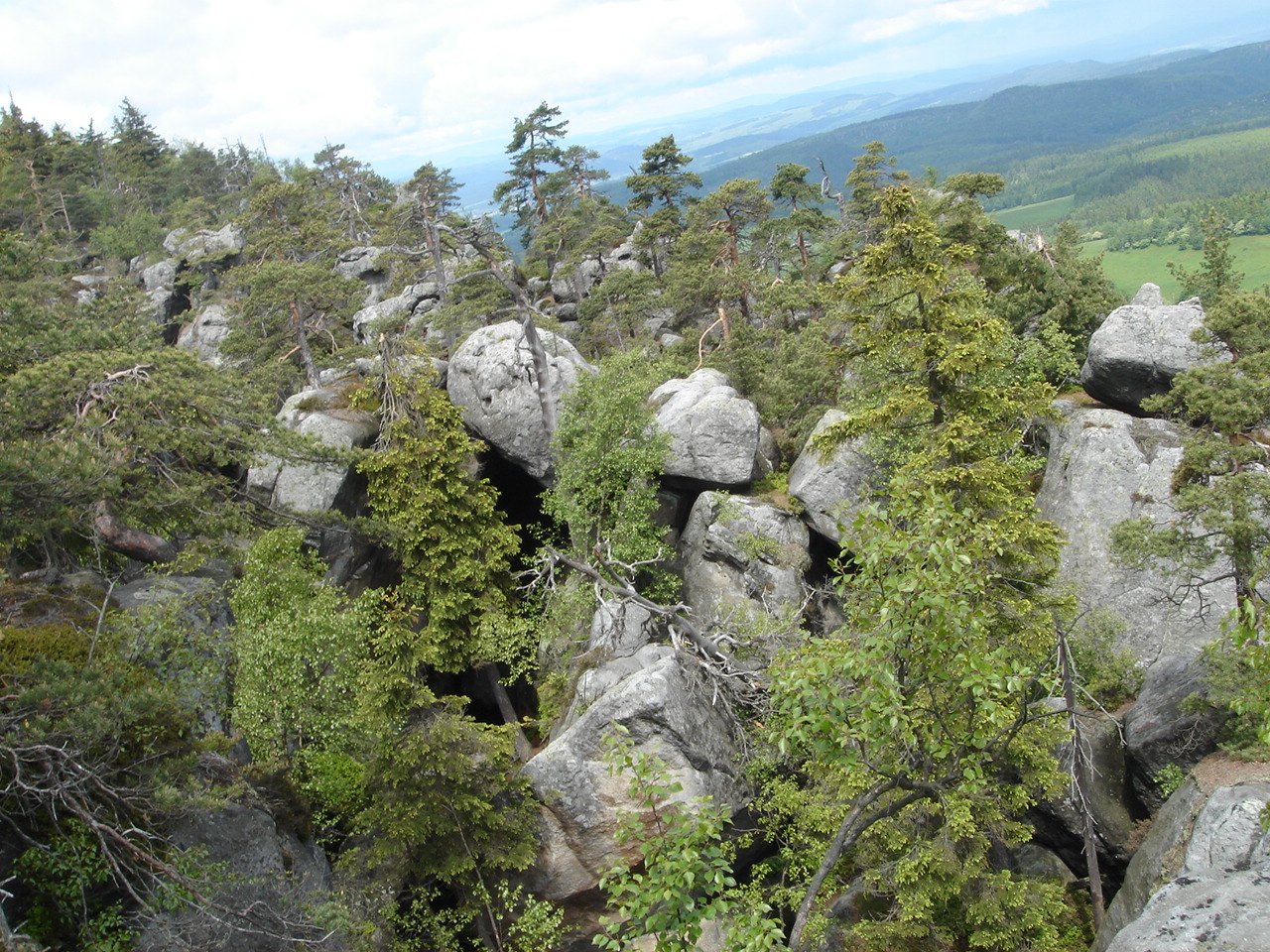
Felsen im Gebiet der Heuscheuer

Die Landschaft der Innersudetischen Senke ist von beckenförmigen Tieflagen und Berglandschaften mit einigen bizarren Felsgebieten geprägt. Diese verfügen auf Grund ihrer mächtigen Quadersandsteinkomplexe über ein sensibles ökologisches aber auch attraktives touristisches Potential. Fast alle Randzonen der Innersudetischen Senke treten mit kristallinen Grundgebirgsmassiven in Kontakt.
Die Innersudetische Senke ist eine Folge der variszischen Gebirgsbildung. In deren Verlauf bildete sich diese Synklinalstruktur.
Der geologische Aufbau der Senke ist stark von Sedimentgesteinen bestimmt, die stellenweise eine Mächtigkeit von mehreren tausend Metern besitzen. Sie bilden eine Sedimentabfolge aus Abschnitten der Erdzeitalter Karbon, Perm, Trias sowie Kreide und Quartär. Die ältesten Ablagerungen aus Sandsteinen, Tonsteinen und Konglomeraten sind mit permokarbonischen Vulkaniten durchsetzt. Das sind hauptsächlich Ignimbrite, Rhyolithtuffe, Melaphyre und rhyolitische Gesteine. Ferner treten Ganggesteine in Form von Gabbros und Diabasen auf, letztere teilweise serpentinisiert.
Die genannten Konglomeratgesteinsschichten enthalten Geröllanteile aus schwarzen Kieselschiefern, hellen Quarzen, Graniten, Gneisen, rhyolithischen Gesteinen, Glimmerschiefern, Kalksteinen und Tongesteinen, vereinzelt auch Malachit. Als Herkunftsgebiete dieser Bestandteile gelten primär das Habelschwerdter, Reichensteiner und Warthaer Gebirge.
Zu den ökonomisch bedeutsamen Ablagerungen gehören Kohleflöze des Karbons bei Wałbrzych und Žacléř.
Den Hauptteil sichtbarer Gesteinseinheiten bilden triassische Arkosesandsteine und kreidezeitliche Gesteine, vorwiegend Sandsteine des Cenomaniums und Turoniums in Form von auffällig zerklüfteten Plateaus, Labyrinthen und weiteren Erosionsobjekten. In den südöstlichsten Ausläufern der Senke treten Sandsteine, Schluffsteine und Tonsteine aus dem geologischen Zeitabschnitt zwischen dem oberen Turonium und Santonium (Oberkreide) auf. Die geomorphologisch prägenden kreidezeitlichen und jüngeren Ablagerungen werden hinsichtlich ihrer Entstehung dem Böhmischen Kreidebecken zugeordnet, obwohl sie die jungpaläozoischen Sedimente auf dem Gebiet der Innersudetische Senke überdecken. Aus diesem Grund gehören alle Ablagerungen seit der Kreidezeit nach lithofaziellen Gesichtspunkten im eigentlichen Sinne nicht zur Innersudetischen Senke, obwohl sie die Landschaften ihrer Region sichtbar bestimmen. Diese Unterscheidung erklärt sich aus der einerseits limnischen und andererseits marinen Sedimentationsabfolge.
Der lithostratigrafische Aufbau der Innersudetischen Senke besteht aus folgenden Abschnitten (von alt nach jung):
- System Karbon

Žacléř-Formation
Odolov-Formation
- System Perm

Chvaleč-Formation
Broumov-Formation
Trutnov-Formation
Bohuslavice-Formation
Bohdašín-Formation
- System Trias

Bohdašín-Formation

## Hydrogeologie
Auf Grund der umfangreichen Sandsteinlagerstätten besitzt die Innersudetische Senke ein beträchtliches Rückhaltevermögen für Grundwasser. Nahezu die gesamte Menge des Oberflächenwasseraufkommens gelangt über das Einzugsgebiet der Oder in die Ostsee. Die Hauptentwässerung erfolgt über die Glatzer Neiße mit ihren Zuflüssen wie die Stěnava / Ścinawka sowie die Bystrzyca Świdnicka.